# Cyrus Vance
Cyrus Roberts Vance (Clarksburg, 27 de março de 1917 – Nova Iorque, 12 de janeiro de 2002) foi um advogado e político norte-americano que serviu como Secretário do Exército dos Estados Unidos entre 1962 e 1964 sob os presidentes John F. Kennedy e Lyndon B. Johnson, e também Secretário de Estado sob Jimmy Carter entre 1977 e 1980.
Como Secretário de Estado, Vance tentou uma política internacional com ênfase na negociação sobre o conflito e com interesse especial na redução de armamentos. Ele renunciou ao cargo em 1980 em protesto a Operação Eagle Claw, a missão secreta para resgatar reféns americanos no Irã. Ele foi sucedido por Edmund Muskie.